# SRA
株式会社SRA（えすあーるえー、英：Software Research Associates, Inc.）は日本で最も古い独立系ソフトハウスの一つである。
東証第一部に上場していた（証券コード：9714）が、SRAグループの改編に伴い2006年（平成18年）9月26日をもって上場廃止。持株会社体制へ移行し、株式会社SRAホールディングスの完全子会社となった。
本社は東京都豊島区南池袋。

## 特色
設立当初からソフトウェア開発方法論の研究に取り組み、80年にいち早くUNIXを導入して構造化プログラミングによるソフトウェアの分散開発、ネットワークを活用したコラボレーションなどを展開し、ソフトウェアのオープンソース化で先駆けをなした。現在ではITサービス企業としてソフトウェア開発だけでなく情報システムの構築・運用やコンサルテーションサービスも手がけている。
金融機関や研究機関向けの業務用ソフトウェア開発・システム運用や、電機メーカーや車載製品メーカー向けのソフトウェア開発支援が主力であるため、古くからある割には一般的な知名度はない。
- 日本初となる1980年のUNIX導入以降、多角的にOSSビジネスを展開している。VAXの導入もソフトハウスとしては国内初であり、富士通、日立製作所中央研究所、東京大学に次いで4番目である。
- リチャード・ストールマンによるGNU宣言以降、SRAではWingnutなどGNUプロジェクトのソフトウェアをはじめとするオープンソースソフトウェア、自由ソフトウェア導入に早くから着手している。GNU ソフトウェアに関する技術サポートビジネスを展開するとともに， GCC のカスタマイズ等、日本における GNU の普及活動を展開してきた。
- LAPPのスタックに業種に特化したパッケージを展開しており、Linux・PostgreSQL・PowerGRES を利用したシステム構築やLibSylph 組み込みコンサルティングなどを中心としたコンサルティングサービスを提供している。また、SPICE、VSE、CMMI、SCAMPIなど各種アプレイザル手法やオブジェクト指向分析設計方法論、ソフトウェア工学理論に基づいたプロセス改善支援サービスを展開している。
- 研究機関への導入実績も多く、アメリカ国立気象局（National Weather Service）のPostgreSQL移行やJUNET・WIDEプロジェクトへの参画、SONY社製UNIXワークステーションNEWS開発の技術協力に関わったことで知られる。また、慶應義塾大学湘南藤沢キャンパスや会津大学をはじめ30校以上の大学のキャンパスネットワーク管理を請負っている。

## 沿革
- 1967年（昭和42年）11月 - ソフトウエア・リサーチ・アソシエイツ設立
- 1970年（昭和45年）8月 - 株式会社ソフトウエア・システム・サービスを設立
- 1973年（昭和48年）3月 - 株式会社ビジネスフェイス(現 株式会社ソフトウエア・サイエンス)を設立
- 1976年（昭和51年）4月 - 大阪営業所(現 関西事業所)を開設
- 1980年（昭和55年） - ソフトウエア開発環境整備のためUNIXを日本で最初に導入
- 1982年（昭和57年）3月 - ソフトウェア工学研究所（現 SRA先端技術研究所）を設置
- 1982年（昭和57年）6月 - ワシントン駐在員事務所を開設( 1988年7月 ボルダー研究所に移転、改称)
- 1984年（昭和59年）4月 - 名古屋営業所(現 中部事業所)を開設
- 1984年（昭和59年）11月 - SRA AMERICA, INC.設立
- 1985年（昭和60年）4月 - 株式会社九州エス・アール・エー(現 株式会社SRA西日本)を設立
- 1986年（昭和61年）10月 - 株式会社ソフトウエア・システム・サービスを合併
- 1986年（昭和61年）12月 - 株式会社東北エス・アール・エー(現 株式会社SRA東北)を設立
- 1987年（昭和62年） - GNUプロジェクトに支援・参画
- 1988年（昭和63年）6月 - 株式会社SRA（登記上は株式会社エスアールエー）に商号変更
- 1989年（平成元年）12月 - 株式店頭公開
- 1990年（平成2年）4月 - 株式会社SRA中国を設立(現 株式会社SRA西日本)
- 1990年（平成2年）6月 - SRA Europe B.V.をSRA AMERICA, INC.の子会社として設立
- 1990年（平成2年）10月 - InterTech Data Systems, Inc.を設立
- 1991年（平成3年）9月 - 株式会社AITを設立(日本IBM株式会社と合弁)
- 1994年（平成6年）3月 - ザ・ソリューション・コンサルティング(株)(現 SRA先端技術研究所)を設立
- 1994年（平成6年）11月 - 港北ニュータウン（神奈川県横浜市都筑区）内に技術センター開設
- 1997年（平成9年）1月 - 株式会社SRAビジネスサービス(現 株式会社SRAプロフェッショナルサービス)を設立
- 2000年（平成12年）11月 - 東証第二部上場
- 2002年（平成14年）8月 - 米ターボリナックス社のLinux事業の買収および日本法人ターボリナックス社の子会社化を発表
- 2002年（平成14年）10月 - インドにSRA India Private Limited設立
- 2004年（平成16年）3月 - 子会社ターボリナックス社を株式交換によりライブドアへ譲渡することを発表（なお、このときのライブドア株は後に売却）
- 2004年（平成16年）4月 - 大連愛鴻軟件有限公司を設立
- 2005年（平成17年）3月 - 東証第一部上場
- 2005年（平成17年）7月 - サンノゼ（本社）および東京（東京支社）にSRA OSS, Inc.設立
- 2006年（平成18年）5月 - 技術センターの土地・建物を丸紅株式会社へ譲渡（売却）
- 2006年（平成18年）9月 - SRAホールディングス設立
- 2007年（平成19年）1月 - シンガポールにSRA SEA Private Limited設立。三井情報開発との合弁で株式会社クレディストを設立。
- 2009年（平成21年）3月 - SRAホールディングズがSJホールディングス（現・カイカ）と業務・資本提携
- 2009年（平成21年）8月 - SRA OSS, Inc.が米Proxim Wireless Corporationと業務・資本提携
- 2010年（平成22年）12月 - SRA OSS, Inc.が米nSolutions, Inc.と業務・資本提携
- 2011年（平成23年）6月 - 愛司聯發軟件科技（上海）有限公司を設立
- 2012年（平成24年）1月 - 米nSolutions, Inc.と米Proxim Wireless Corporationを連結子会社化
- 2016年（平成28年）3月 - クレディストをSRAへ吸収合併。
- 2017年（平成29年）10月 - セルビアに Soft Road Apps DOO 設立。
- 2018年（平成30年）7月 - Proxim Wireless Corporation を連結子会社化

## 組織

### 事業所
- 本社オフィス
- 永代橋事業所（東京都江東区）
- 関西事業所（大阪府大阪市中央区）
- 中部事業所（愛知県名古屋市東区）

### グループ企業
- 日本国内
  - 株式会社SRAホールディングス
  - 株式会社ソフトウエア・サイエンス
  - 株式会社SRA西日本
  - 株式会社SRA東北
  - 株式会社SRAプロフェッショナルサービス
  - 株式会社AIT（日本IBMとの合弁会社として設立、2006年12月よりSRAの100%子会社）
- 海外
  - SRA AMERICA, INC.
  - SRA(Europe) B.V.
  - SRA OSS, INC.
    - SRA OSSの日本国内拠点は同社の「日本支社」である。

  - SRA India Private Limited
  - SRA IP Solutions (Asia Pacific) Pte. Ltd.
  - Cavirin Systems, Inc.
  - Proxim Wireless Corporation
  - Soft Road Apps DOO
  - 爱司联发软件科技（上海）有限公司（略称「SRA上海」）

## その他
- 米国法人SRA AMERICAはニューヨーク世界貿易センタービルにオフィスを構えていた。
- 技術センターの土地建物は自社資産であったが、これを売却した。

## SRAホールディングス
SRAグループの体制改編に伴い、株式会社アール・エム・ビジネスを株式会社SRAホールディングスと商号変更、2006年（平成18年）9月30日より、SRAホールディングス（証券コード：3817）が東証第一部に新規上場した。同社はSRAの完全親会社である。